# دوكشتاس
دوكشتاس (بالإنجليزية: Dūkštas) هي منطقة سكنية تقع في ليتوانيا في Ignalina district municipality.[بحاجة لمصدر] يقدر عدد سكانها بـ 932 نسمة .